# Liolaemus barbarae
Liolaemus barbarae är en ödleart som beskrevs av  Pincheira-donoso och NÚÑEZ 2002. Liolaemus barbarae ingår i släktet Liolaemus och familjen Tropiduridae. Inga underarter finns listade i Catalogue of Life.